# Hemiceras nupera
Hemiceras nupera är en fjärilsart som beskrevs av Paul Dognin 1923. Hemiceras nupera ingår i släktet Hemiceras och familjen tandspinnare. Inga underarter finns listade i Catalogue of Life.